# 倉賀野駅

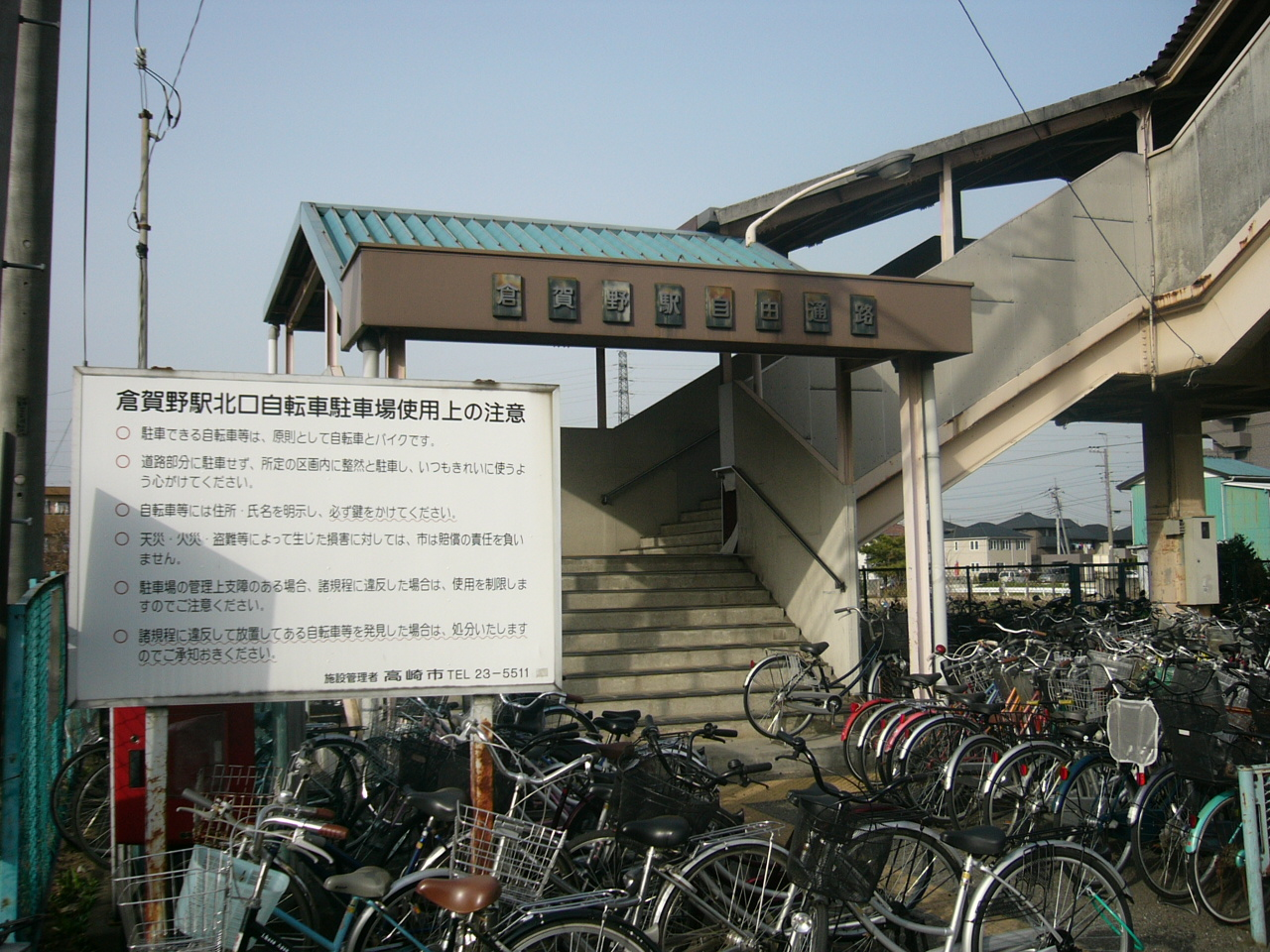
北口（2006年4月）

倉賀野駅（くらがのえき）は、群馬県高崎市倉賀野町にある、東日本旅客鉄道（JR東日本）・日本貨物鉄道（JR貨物）の駅である。
JR東日本の駅は倉賀野町1797番地に、JR貨物の駅は旅客駅の東側、東中里町65番地にある。高崎線において東京駅からの距離が100kmを超える最初の駅である。

## 乗り入れ路線
高崎線と八高線が乗り入れている。このうち、高崎線が当駅の所属線である。八高線は路線としては当駅が終点であるが、列車運行上は高崎線の隣駅である高崎駅が起終点であり、また施設上の分岐点は当駅ではなく、八高線の隣駅である北藤岡駅構内（高崎線に旅客扱い施設なし）となっている。また、高崎線は上野駅発着系統と、新宿駅経由で東海道線に直通する湘南新宿ライン、上野駅・東京駅経由で東海道線に直通する上野東京ラインが停車する。

## 歴史
- 1894年（明治27年）5月1日：日本鉄道の駅として開業[1][3]。一般駅[3]。
- 1906年（明治39年）11月1日：日本鉄道が国有化、官設鉄道の駅となる[3]。
- 1917年（大正6年）4月28日：岩鼻軽便鉄道が開業。
- 1931年（昭和6年）7月1日：八高北線（現在の八高線）が開業[4]。
- 1945年（昭和20年）9月1日：岩鼻軽便鉄道が廃止。
- 1967年（昭和42年）10月1日：日本オイルターミナル高崎営業所開所。
- 1970年（昭和45年）1月15日：荷物の取扱を廃止[3]。
- 1987年（昭和62年）4月1日：国鉄分割民営化に伴い、JR東日本・JR貨物の駅となる[3]。
- 2001年（平成13年）11月18日：ICカード「Suica」の利用が可能となる。
- 2019年（令和元年）10月31日：みどりの窓口の営業を終了[5]。

## 駅構造
島式ホーム2面4線を有する地上駅で、橋上駅舎を有している。
高崎支社高崎統括センター（高崎駅）管理のJR東日本ステーションサービスが業務を受託する業務委託駅。早朝・深夜は無人駅となるので、乗車駅証明書発行機が改札前に設置されている。
高崎線と八高線はホームを共用する。ホームはキハ35及びキハ110のステップに合わせるため嵩上げされておらず、E233系やE231系等のステップのない車両には大きな段差が生ずる。また、到着前の車内放送ではその案内がされる。
発車ベルが整備されているが、高崎線の電車でのみ使用される（八高線の列車では省略される）。
橋上駅舎であるが、北口、南口ともに改札口への移動手段は階段しかない。また、改札内にもエスカレーターやエレベーターが設置されておらず、ホームとの行き来も階段しかないため、車椅子での利用はきわめて困難である。

### のりば
| 番線 | 路線             | 方向 | 行先                       |
| ---- | ---------------- | ---- | -------------------------- |
| 1・2 | ■ 高崎線         | 下り | 高崎・前橋方面             |
| 3・4 | ■ 高崎線         | 上り | 大宮・東京・新宿・横浜方面 |
| 3・4 | ■ 湘南新宿ライン | 上り | 大宮・東京・新宿・横浜方面 |
| 3・4 | ■ 上野東京ライン | 上り | 大宮・東京・新宿・横浜方面 |
| 3・4 | ■ 八高線         | 上り | 寄居・高麗川方面           |

（出典：JR東日本:駅構内図）
- 定期旅客列車は1番線（下り）と3番線（上り）のみ使用する。待避線（2番線・4番線）は旅客使用としては臨時用であり、貨物列車が使用するのみである。
- 高崎線下りから八高線高麗川方面へ乗り換える際、時間帯や列車によっては当駅で短時間乗り継ぎの場合があり、新町駅発車後に車掌が案内を行なう。

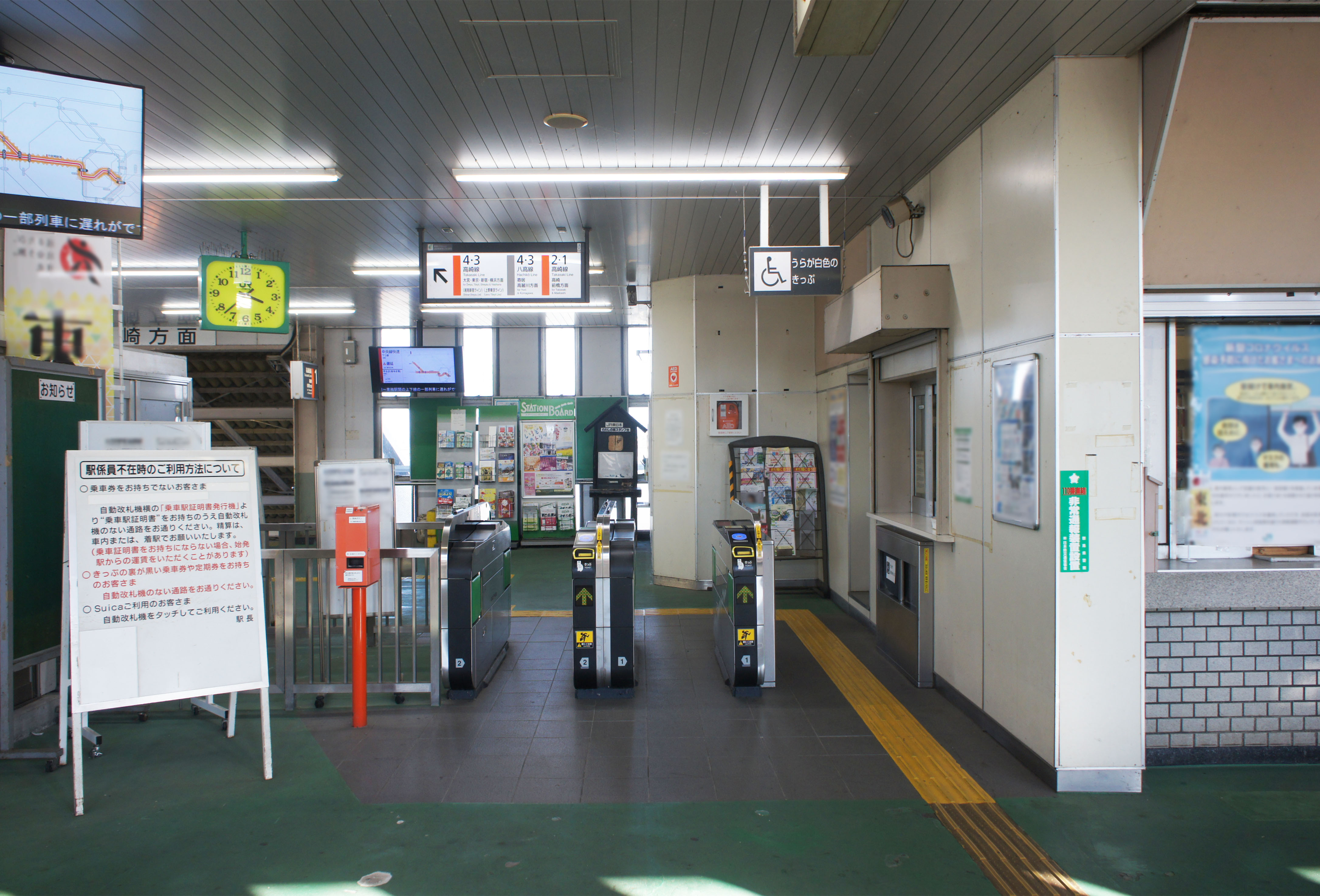
改札口（2021年10月）
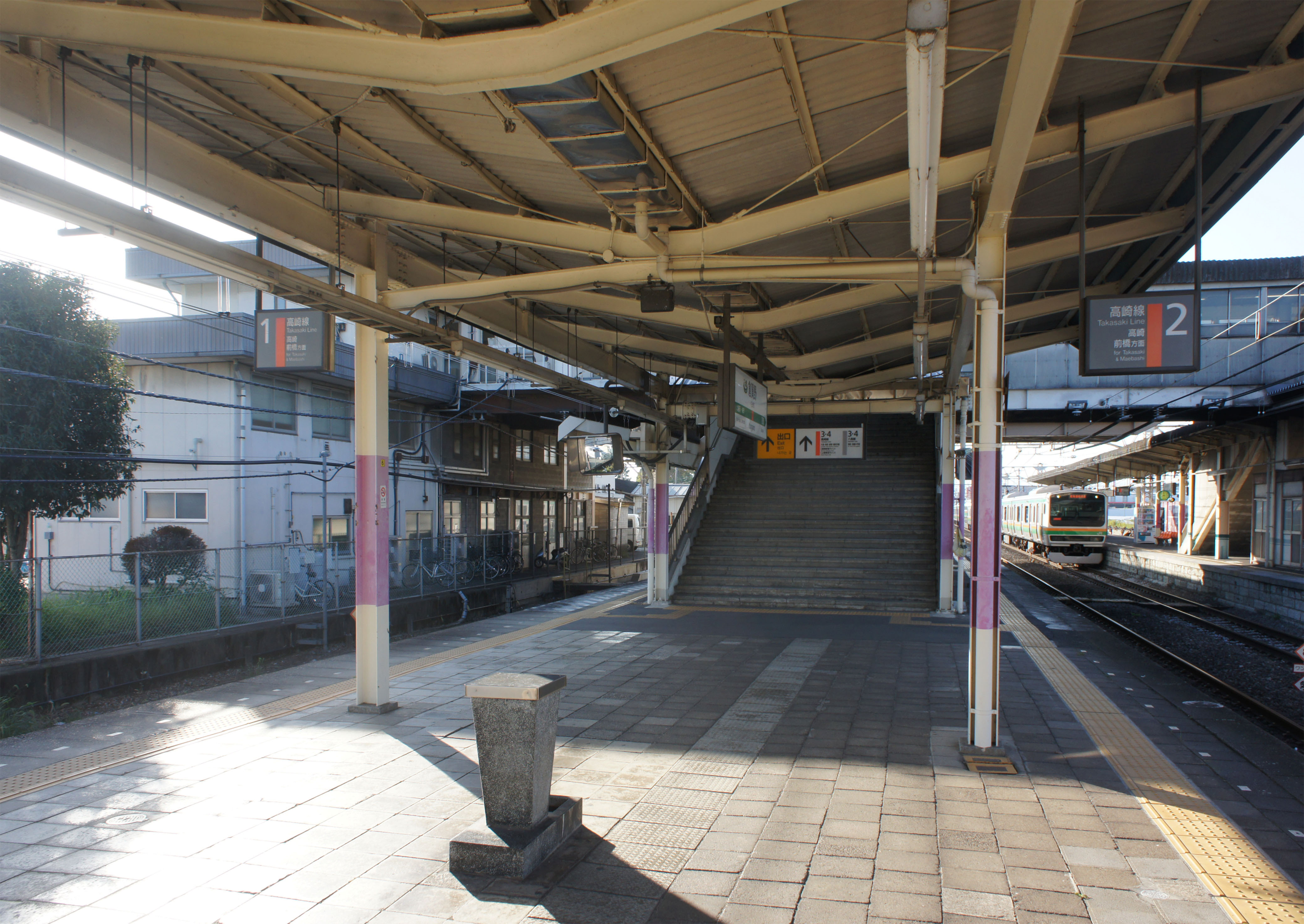
1・2番線ホーム（2021年10月）
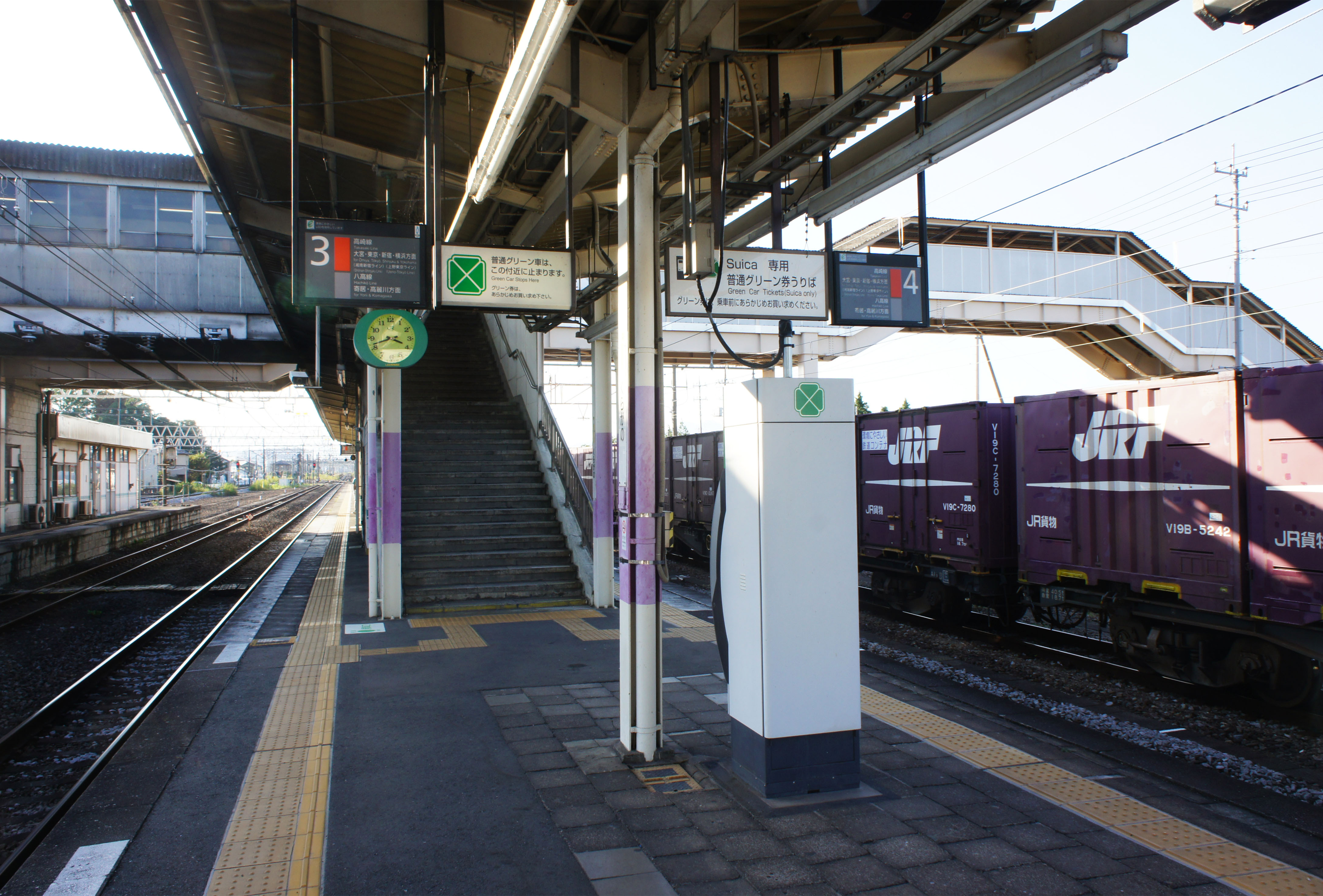
3・4番線ホーム（2021年10月）

## 貨物駅

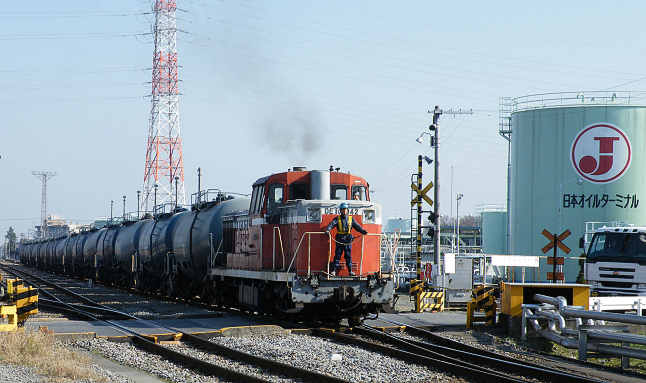
操車場を出発する貨物列車（2008年）

JR貨物の施設は旅客駅の東側にあり、「倉賀野駅貨物基地」の通称がある。基地を貫く1本の側線（主線、全長約2.5km）があり、この主線の先に操車場が設置されている。また、操車場からさらに先へ伸びる引き上げ線（入換線）があり、この線から駅構内へ戻るように多くの側線が分岐している。なお、この主線は岩鼻軽便鉄道の廃線跡を転用したものである。
操車場の北側に1面2線のコンテナホームがあり、南側に日本オイルターミナル高崎営業所（油槽所）の石油荷役線、さらに南に1面1線のコンテナホームがある。また、操車場の駅構内側にはセメントターミナル高崎営業所の荷役線があるが、これは1999年（平成11年）9月以降使用されていない。貨物駅構内の入換作業は、ジェイアール貨物・北関東ロジスティクス（旧・高崎運輸）が担当している。入換に用いる入換動車は他社から転籍されたDE10形ディーゼル機関車が使用されていた。2018年にはDE10形に代えてHD300形ハイブリッド機関車が配属された。
かつては、当駅の西側にあった日本たばこ産業高崎工場（2005年閉鎖）やキリンビール高崎工場（2000年閉鎖、現在の森永製菓高崎工場）への専用線もあった。前者はコンテナ輸送も行っていたが工場閉鎖により廃止され、後者は横浜本牧駅発送の麦芽輸送などに使用されていたが、麦芽輸送の海上コンテナ化により1998年（平成10年）に廃止された。また、貨物基地周辺にある太平洋セメント高崎サービスステーション・日本ケロッグ高崎工場・岩谷産業群馬LPGセンターなどへの専用線もあった。

### 取扱貨物
- コンテナ貨物
  - 12 ftコンテナ、30 ft大型コンテナ、20 ft・40 ftISO規格海上コンテナを取り扱う。
- 車扱貨物
  - 日本オイルターミナル向けの石油類（北袖駅・浜五井駅・末広町駅・浮島町駅・浜川崎駅・根岸駅発送）を取り扱う。
- 産業廃棄物の取扱許可を得ている。

### 貨物列車
（2014年3月15日現在）
高速貨物列車（コンテナ輸送用）
下り列車（高崎方面行）4本、上り列車（大宮方面行）3本が停車する。下り列車のうち3本が当駅終着で、すべての上り列車が当駅始発である。列車の行き先は、新座貨物ターミナル駅・越谷貨物ターミナル駅・福岡貨物ターミナル駅・秋田貨物駅の4駅。
高速貨物列車（石油輸送用）
いずれも当駅発着で、川崎貨物駅から1往復、根岸駅から2往復発着している。
専用貨物列車
いずれも当駅発着で、川崎貨物駅・千葉貨物駅から1往復ずつ発着している。
このほか臨時列車も設定されている。

### 1985年時の常備貨車
- タキ1900形（セメント専用）45両、セメントターミナル所有
- タキ44000形（石油類（ガソリン除く）専用）45両、日本オイルターミナル所有
- タキ43000形（石油類（ガソリン除く）専用）115両、日本オイルターミナル所有

「昭和60年版私有貨車番号表」『トワイライトゾーンMANUAL13』ネコ・パブリッシング、2004年

## 利用状況

### 旅客
JR東日本によると、2023年度（令和5年度）の1日平均乗車人員は1,794人である。高崎線では最も少ない。
1987年度（昭和62年度）以降の推移は以下のとおりである。
| 乗車人員推移       | 乗車人員推移     | 乗車人員推移 |
| 年度               | 1日平均 乗車人員 | 出典         |
| ------------------ | ---------------- | ------------ |
| 1987年（昭和62年） | 1,605            |              |
| 1988年（昭和63年） | 1,515            |              |
| 1989年（平成元年） | 1,498            |              |
| 1990年（平成02年） | 1,509            |              |
| 1991年（平成03年） | 1,519            |              |
| 1992年（平成04年） | 1,580            |              |
| 1993年（平成05年） | 1,624            |              |
| 1994年（平成06年） | 1,676            |              |
| 1995年（平成07年） | 1,610            |              |
| 1996年（平成08年） | 1,578            |              |
| 1997年（平成09年） | 1,493            |              |
| 1998年（平成10年） | 1,521            |              |
| 1999年（平成11年） | 1,533            |              |
| 2000年（平成12年） | 1,533            | [ 旅客 2 ]   |
| 2001年（平成13年） | 1,486            | [ 旅客 3 ]   |
| 2002年（平成14年） | 1,490            | [ 旅客 4 ]   |
| 2003年（平成15年） | 1,509            | [ 旅客 5 ]   |
| 2004年（平成16年） | 1,491            | [ 旅客 6 ]   |
| 2005年（平成17年） | 1,489            | [ 旅客 7 ]   |
| 2006年（平成18年） | 1,526            | [ 旅客 8 ]   |
| 2007年（平成19年） | 1,559            | [ 旅客 9 ]   |
| 2008年（平成20年） | 1,582            | [ 旅客 10 ]  |
| 2009年（平成21年） | 1,530            | [ 旅客 11 ]  |
| 2010年（平成22年） | 1,536            | [ 旅客 12 ]  |
| 2011年（平成23年） | 1,547            | [ 旅客 13 ]  |
| 2012年（平成24年） | 1,585            | [ 旅客 14 ]  |
| 2013年（平成25年） | 1,640            | [ 旅客 15 ]  |
| 2014年（平成26年） | 1,638            | [ 旅客 16 ]  |
| 2015年（平成27年） | 1,745            | [ 旅客 17 ]  |
| 2016年（平成28年） | 1,808            | [ 旅客 18 ]  |
| 2017年（平成29年） | 1,841            | [ 旅客 19 ]  |
| 2018年（平成30年） | 1,849            | [ 旅客 20 ]  |
| 2019年（令和元年） | 1,861            | [ 旅客 21 ]  |
| 2020年（令和02年） | 1,416            | [ 旅客 22 ]  |
| 2021年（令和03年） | 1,524            | [ 旅客 23 ]  |
| 2022年（令和04年） | 1,658            | [ 旅客 24 ]  |
| 2023年（令和05年） | 1,794            | [ 旅客 1 ]   |

### 貨物
「高崎統計季報」によると、2019年度（令和元年度）の発送貨物における車扱は123,524トン、コンテナ扱は158,286トンである。また、到着貨物における車扱は1,313,281トン、コンテナ扱は155,354トンである。
近年の推移は以下のとおりである。
| 貨物輸送推移       | 貨物輸送推移 | 貨物輸送推移 | 貨物輸送推移 | 貨物輸送推移 | 貨物輸送推移 |
| 年度               | 発送         | 発送         | 到着         | 到着         | 出典         |
| 年度               | 車扱         | コンテナ扱   | 車扱         | コンテナ扱   | 出典         |
| ------------------ | ------------ | ------------ | ------------ | ------------ | ------------ |
| 2010年（平成22年） | 129,480      | 134,401      | 1,371,312    | 132,568      | [ 貨物 2 ]   |
| 2011年（平成23年） | 124,057      | 130,949      | 1,304,805    | 124,374      | [ 貨物 2 ]   |
| 2012年（平成24年） | 134,340      | 141,311      | 1,425,681    | 144,907      | [ 貨物 2 ]   |
| 2013年（平成25年） | 129,732      | 149,601      | 1,370,325    | 160,863      | [ 貨物 3 ]   |
| 2014年（平成26年） | 124,392      | 144,930      | 1,310,459    | 160,962      | [ 貨物 3 ]   |
| 2015年（平成27年） | 124,748      | 148,926      | 1,321,711    | 144,817      | [ 貨物 3 ]   |
| 2016年（平成28年） | 126,324      | 154,033      | 1,339,484    | 152,679      | [ 貨物 4 ]   |
| 2017年（平成29年） | 131,288      | 160,840      | 1,395,943    | 169,351      | [ 貨物 4 ]   |
| 2018年（平成30年） | 124,320      | 149,596      | 1,321,957    | 156,103      | [ 貨物 5 ]   |
| 2019年（令和元年） | 123,524      | 158,286      | 1,313,281    | 155,354      | [ 貨物 1 ]   |

## 駅周辺
- 高崎市役所倉賀野市民サービスセンター
- 浅間山古墳[1]
- 大鶴巻古墳
- 群馬の森
- 国道17号
- 群馬県道121号和田多中倉賀野線（旧中山道）
- 群馬県道133号元島名倉賀野線
- 群馬県道136号綿貫倉賀野停車場線
- 群馬県道138号倉賀野停車場線
- 群馬県道173号金井倉賀野停車場線
- 倉賀野神社
- 倉賀野中学校
- 倉賀野小学校
- 倉賀野幼稚園
- 東日本調理師専門学校
- おひさま倉賀野保育園
- 倉賀野郵便局
- 群馬南郵便局
- フレッセイ倉賀野西店
- タイムクリップ倉賀野店
- ミスターマックス倉賀野ショッピングセンター
- アピタ高崎店
- 永泉寺
- 倉賀野河岸跡
- 火雷若御子神社 - 雷避けの神様が祀られている[8]

## バス路線
高崎市内循環バスぐるりん（運行は群馬バスや上信電鉄が受託）の路線バスが発着する。
- <11（倉賀野線）>・<12（倉賀野線）> 高崎駅西口行
- <15（岩鼻線）> 昭和病院行
- <16（岩鼻線）> 高崎駅東口行

## 隣の駅
東日本旅客鉄道（JR東日本）
■高崎線
■特別快速・■快速（「アーバン」含む）・■普通
新町駅 - 倉賀野駅 - （高崎操車場） - 高崎駅
■八高線（当駅 - 高崎駅間は高崎線）
北藤岡駅 - 倉賀野駅 - （高崎操車場） - 高崎駅

### 廃止路線
岩鼻軽便鉄道
倉賀野駅 - 上州岩鼻駅

### 記事本文
1. 1 2 3 4 5 6 7  『週刊 JR全駅・全車両基地』 12号 大宮駅・野辺山駅・川原湯温泉駅ほか、朝日新聞出版〈週刊朝日百科〉、2012年10月28日、20頁。
2. 1 2  『週刊 JR全駅・全車両基地』 46号 甲府駅・奥多摩駅・勝沼ぶどう郷駅ほか79駅、朝日新聞出版〈週刊朝日百科〉、2013年7月7日、27頁。
3. 1 2 3 4 5 6  石野 1998, p. 449.
4. ↑  石野 1998, p. 201.
5. ↑  “駅の情報（倉賀野駅）：JR東日本”.   東日本旅客鉄道. 2019年9月21日時点のオリジナルよりアーカイブ。2019年9月21日閲覧。
6. ↑  高崎線の駅でエレベーターが設置されていないのは当駅が唯一である（かつては新町駅にもエレベーターが無かったが、こちらは2021年5月に設置された）。ただし高崎線の列車が直通する駅としては両毛線の井野駅にもエレベーターが無い。
7. ↑  『貨物時刻表 平成26年3月ダイヤ改正』、鉄道貨物協会、2014年、135-136頁。
8. ↑  倉賀野停車場『日本鉄道線路案内記』桜井純一編 (博文館, 1902)

### 利用状況

#### 旅客
1. 1 2  “各駅の乗車人員（2023年度）”.   東日本旅客鉄道. 2024年7月21日閲覧。
2. ↑  “各駅の乗車人員（2000年度）”.   東日本旅客鉄道. 2019年3月24日閲覧。
3. ↑  “各駅の乗車人員（2001年度）”.   東日本旅客鉄道. 2019年3月24日閲覧。
4. ↑  “各駅の乗車人員（2002年度）”.   東日本旅客鉄道. 2019年3月24日閲覧。
5. ↑  “各駅の乗車人員（2003年度）”.   東日本旅客鉄道. 2019年3月24日閲覧。
6. ↑  “各駅の乗車人員（2004年度）”.   東日本旅客鉄道. 2019年3月24日閲覧。
7. ↑  “各駅の乗車人員（2005年度）”.   東日本旅客鉄道. 2019年3月24日閲覧。
8. ↑  “各駅の乗車人員（2006年度）”.   東日本旅客鉄道. 2019年3月24日閲覧。
9. ↑  “各駅の乗車人員（2007年度）”.   東日本旅客鉄道. 2019年3月24日閲覧。
10. ↑  “各駅の乗車人員（2008年度）”.   東日本旅客鉄道. 2019年3月24日閲覧。
11. ↑  “各駅の乗車人員（2009年度）”.   東日本旅客鉄道. 2019年3月24日閲覧。
12. ↑  “各駅の乗車人員（2010年度）”.   東日本旅客鉄道. 2019年3月24日閲覧。
13. ↑  “各駅の乗車人員（2011年度）”.   東日本旅客鉄道. 2019年3月24日閲覧。
14. ↑  “各駅の乗車人員（2012年度）”.   東日本旅客鉄道. 2019年3月24日閲覧。
15. ↑  “各駅の乗車人員（2013年度）”.   東日本旅客鉄道. 2019年3月24日閲覧。
16. ↑  “各駅の乗車人員（2014年度）”.   東日本旅客鉄道. 2019年3月24日閲覧。
17. ↑  “各駅の乗車人員（2015年度）”.   東日本旅客鉄道. 2019年3月24日閲覧。
18. ↑  “各駅の乗車人員（2016年度）”.   東日本旅客鉄道. 2019年3月24日閲覧。
19. ↑  “各駅の乗車人員（2017年度）”.   東日本旅客鉄道. 2019年3月24日閲覧。
20. ↑  “各駅の乗車人員（2018年度）”.   東日本旅客鉄道. 2019年7月8日閲覧。
21. ↑  “各駅の乗車人員（2019年度）”.   東日本旅客鉄道. 2020年7月11日閲覧。
22. ↑  “各駅の乗車人員（2020年度）”.   東日本旅客鉄道. 2021年7月23日閲覧。
23. ↑  “各駅の乗車人員（2021年度）”.   東日本旅客鉄道. 2022年8月6日閲覧。
24. ↑  “各駅の乗車人員（2022年度）”.   東日本旅客鉄道. 2023年7月9日閲覧。

#### 貨物
1. 1 2 3  “高崎統計季報 No.232” (PDF).   高崎市. p. 34. 2020年8月15日時点のオリジナルよりアーカイブ。2020年8月15日閲覧。
2. ↑  “高崎統計季報 No.204” (PDF).   高崎市. p. 42. 2019年3月24日時点のオリジナルよりアーカイブ。2019年3月24日閲覧。
3. ↑  “高崎統計季報 No.216” (PDF).   高崎市. p. 42. 2019年3月24日時点のオリジナルよりアーカイブ。2019年3月24日閲覧。
4. ↑  “高崎統計季報 No.226” (PDF).   高崎市. p. 37. 2019年3月24日時点のオリジナルよりアーカイブ。2019年3月24日閲覧。
5. ↑  “高崎統計季報 No.228” (PDF).   高崎市. p. 33. 2020年8月15日時点のオリジナルよりアーカイブ。2020年8月15日閲覧。